# 大學衍義補
《大學衍義補》，明代丘濬撰，凡160卷，成化二十三年（1487年）十一月上奏朝廷。
《大學衍義補》是補充南宋理学家真德秀《大學衍義》的著作，增加了「治国平天下」的内容，有十二纲目：一正朝廷、二正百官、三固邦本、四制国用、五明礼乐、六秩祭祀、七敦教化、八备规制、九慎刑宪、十戒武备、十一驭远方，十二成功化。
《大學衍義補》有23卷專講經濟，實集古代行政經驗之大成。萬曆時再版，明神宗親為序。钱穆評此書“皆卓然得学统之正、伟然揽学林之要，全国学者传诵其书，至於清末，历四五百载，弗辍弗衰。盖文庄不仅为琼岛一人物，乃中国史上之第一流人物也。”